# Тритон веслохвостий
Тритон веслохвостий (Paramesotriton labiatus) — вид земноводних з роду Парамезотритон родини саламандрові.

## Опис
Загальна довжина досягає 17—19 см. Голова сильно сплощена у вертикальній площині, на верхній губі розвинені складки шкіри, що прикривають з боків ротовий отвір і налягають на нижню щелепу. Очі невеликі. Характерні деяка редукція кінцівок і легенів, переважно здійснює дихання через шкіри. Шкіра гладенька, без горбів. Кінцівки короткі, товсті, із зменшеними пальцями. Хвіст сплющений з боків, широкий по всій довжині і нагадує за формою весло. Звідси й походить назва цього земноводного. У забарвленні переважають коричневі та бурі тони, світліші на голові, кінцівках і хвості. На нижній стороні тіла присутні великі червоні плями, які часто зливаються. У деяких особин виражені вузькі поздовжні червоні смужки, що тягнуться з боків тулуба.

## Спосіб життя
Полюбляє прохолодні швидкі водойми, перш за все річки. Активні цілодобово. Зустрічається на висоті до 1800 м над рівнем моря. Харчуються дрібною рибою, іншими земноводними, ракоподібними, молюсками, великими безхребетними.
Тривалість життя становить до 20 років.

## Розповсюдження
Мешкає у китайських провінціях Гуйджоу та Гуансі, Цзянсі та Чжецзян на заході.